# Rado Trifunovič
Radovan Trifunovič, slovenski košarkar in košarkarski trener, 25. januar 1973. 
Trifunovič je trener pri slovenski košarkarski zvezi (KZS) od vključno sezone 2012/2013, kjer skrbi za selekcijo mladih košarkašev v Sloveniji. Poleti 2014 in 2015 je bil selektor reprezentance Slovenija B. Od 2015 do 2017 je v štabu reprezentance Slovenije opravljal delo pomočnika trenerja Jureta Zdovca in Igorja Kokoškova. V tem obdobju osvojila Slovenija na Eurobasketu 2015 12. mesto in leta 2017 zlato medaljo. 
Po odhodu Kokoškova je prevzel mesto selektorja 10. oktobra 2017. Vodil je ekipo v kvalikacijah za svetovno prvenstvo 2019, kamor se Slovenija ni uvrstila.
V svoji trenerski karieri je bil trener mlajših kategorij, pomočnik in glavni strateg članov Heliosa Domžal, s katerimi je dvakrat igral v finalu Lige Telemach, enkrat pa v finalu Pokala Spar. V začetku sezone 2011/2012 je do 1. decembra 2011 vodil člane Zlatoroga. V slovenski ligi zbral 5 zmag in 3 poraze, v ligi ABA pa eno zmago in osem porazov. Na evropskem prvenstvu v Litvi ga je FIBA Europe določila za vodenjem tradicionalne tekme All-Stars U18. Leta 2013 je bil tudi kandidat za trenerja legendarnega Zadra, vendar je pretehtala predanost KZS.
V preteklosti je bil vrhunski igralec, znan predvsem po svojih napadalnih sposobnostih. V svoji igralski karieri je nosil drese Heliosa, Polzele, portugalske Leirie, Kopra mladih, Šentjurja in Litije. Odraščal v Domžalah, košarko začel trenirati »v tretjem ali četrtem razredu osnovne šole «. Nanj je imel vpliv njegov šest let starejši brat Dušan. Dušan Trifunović je 21 let igral za člane Helios Domžale in bil več let kapetan Heliosa.
Za slovensko člansko reprezentanco pa je nastopil na 11 uradnih tekmah, na katerih je zbral 13 točk (skupno s pripravljalnimi tekmami 74). Prvič je nastopil na 15. junija 1996 na pripravljalni tekmi proti ZR Jugoslaviji.. Bil član ekipe, ki je nastopila na Eurobasketu 1997.  